# Harmogenanina argentea
Harmogenanina argentea é uma espécie de gastrópode  da família Helicarionidae.
É endémica de Reunião.